# Melodifestivalen
Melodifestivalen (auch Mello genannt) ist der schwedische Vorentscheid für den Eurovision Song Contest. Es wurde im Laufe der Jahre zur meistgesehenen Unterhaltungssendung für die öffentlich-rechtliche Fernsehgesellschaft Sveriges Television (SVT) in Schweden und in ganz Skandinavien.

## Geschichte
Die schwedische Vorentscheidung zum Eurovision Song Contest wird seit 1959 veranstaltet. Im Jahr zuvor wurde noch der Teilnehmer von der SKAP, der „Vereinigung Schwedischer Komponisten der Populärmusik“ bestimmt. Seit der ersten Teilnahme 1958 nahm Schweden dreimal nicht am Eurovision Song Contest teil, so dass es auch keine Vorentscheidung gab. Dies geschah im Jahr 1964 wegen eines Teilnehmerstreiks, 1970 aus Protest gegen die EBU und 1976 aus Protest gegen den kommerziellen Charakter der Sendung und um Geld zu sparen.

## Modus

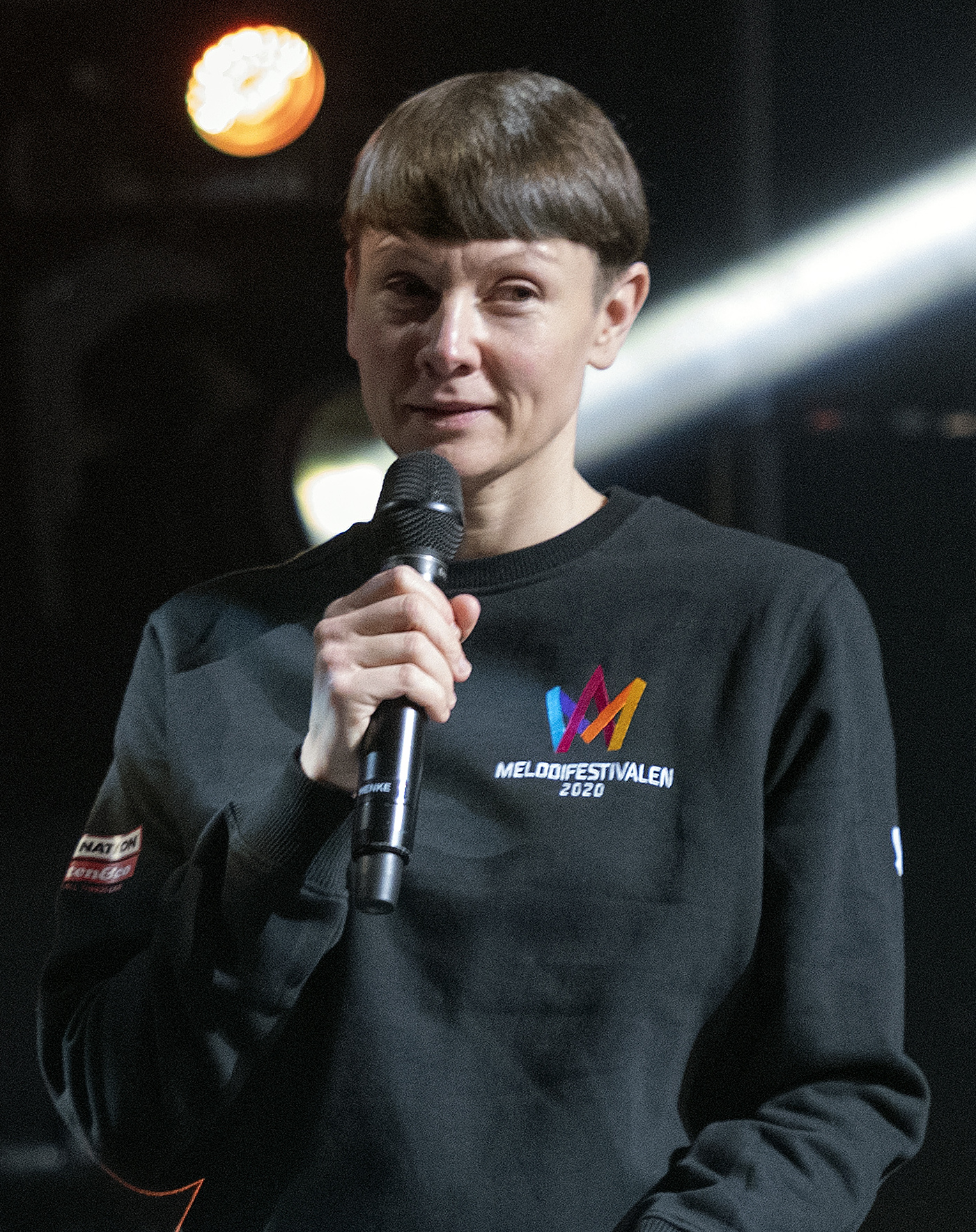
Karin Gunnarsson, Produzentin der Sendung, im Jahr 2020

Seit 2002 werden zuerst in vier Vorrunden die Teilnehmer für die nationale Vorentscheidung gewählt. Dies sind in der Regel der Gewinner und der Zweite der Vorrunden. Danach gibt es noch eine fünfte Vorrunde. Die Dritt- und Viertplatzierten der vier ersten Vorrunden bekommen im Semifinal (bis 2021: Andra Chansen) eine zweite Chance und können um die vier letzten (8+4=12; zuvor zwei letzten, 8+2=10) Finalplätze singen.
2007 wurde der Modus der letzten Vorentscheidung noch einmal leicht verändert. Weiterhin gibt es zuvor vier Vorrunden mit je acht Titeln. Wie beim Skispringen treten bei Andra Chansen im Anschluss jeweils zwei Songs gegeneinander an, so dass am Ende der Vorrunde vier Songs übrig sind. Die Zuschauer haben jetzt noch einmal die Wahl. Wieder treten jeweils zwei Lieder gegeneinander an. Die zwei Gewinner ziehen ins Finale ein. Das System der Vorentscheidungen wurde schon in den 1980er-Jahren in Erwägung gezogen, jedoch befürchtete man, dass die Zuschauer das Interesse am Wettbewerb verlören. Das Gegenteil war nach Einführung der Vorrunden der Fall: Das Zuschauerinteresse wuchs stetig an.
2015 wurden die Regeln des Melodifestivalen nochmals geändert: In den vier Halbfinalen treten anders als bisher nicht mehr acht, sondern nur noch sieben Teilnehmer an. Von diesen qualifizieren sich jedoch weiterhin die Erst- und Zweitplatzierten direkt für das Finale und die Dritt- und Viertplatzierten für Andra Chansen. Dort werden es nun vier statt zwei Acts ins Finale schaffen, sodass dort nun zwölf statt zuvor zehn Lieder um den schwedischen Startplatz beim Eurovision Song Contest konkurrieren.
Alle Schweden sind in jedem Jahr kurz nach Ende des jährlichen Festivals aufgerufen, Lieder für die Vorentscheidung des kommenden Jahres einzureichen. Wer letztendlich teilnehmen kann, wird von einer Jury entschieden, die durch unterschiedliche Vertreter der schwedischen Bevölkerung besetzt wird. Diese erhalten für ihre Tätigkeit auch eine Schulung. Neben den eingereichten Liedern werden jedoch auch in jedem Jahr „Joker“ bestimmt, die unabhängig von diesem Einreichungsverfahren teilnehmen können. The Ark, die 2007 das Melodifestivalen gewonnen haben, gelangten beispielsweise als Joker in die Vorentscheidung. Für einige Jahre nahm der Gewinner oder einer von der Jury ausgewählter Interpret des P4 Nästa am Melodifestivalen teil.

## Abstimmung
Bis 1998 kürte eine Jury den Sieger, diese war entweder nach dem Wohnort oder dem Alter repräsentativ eingeteilt. Seit 1999 werden jedoch die schwedischen Zuschauer per Televoting beteiligt. Im Finale, das seit 2013 in der Friends Arena stattfindet, wird eine internationale Jury in die Abstimmung eingebunden. Die Vergabe von Punkten erfolgt jeweils zur Hälfte durch die internationale Jury und durch das schwedische Publikum. Hier werden erst die Jury-Punkte vorgelesen, und dann das zusammengerechnete Publikums-Votum vergeben. Ein ähnliches Voting wurde beim ESC 2016 eingeführt.
In der schwedischen Presse und unter Melodifestivalen-Fans wird teilweise stark darauf geachtet, ob ein Gewinner beide Abstimmungen auf sich vereinen kann. Die Jury ist nicht unumstritten und sorgte immer wieder für Diskussionen in der populären Presse. Insbesondere dann, wenn die Diskrepanz zwischen Zuschauer- und Juryvoting zur Geltung kam. So kam es vor, dass Interpreten trotz eines zweiten Platzes im Zuschauervoting dennoch die Vorentscheidung gewannen, da sie im Juryvoting den ersten Platz belegten.

## Erfolge

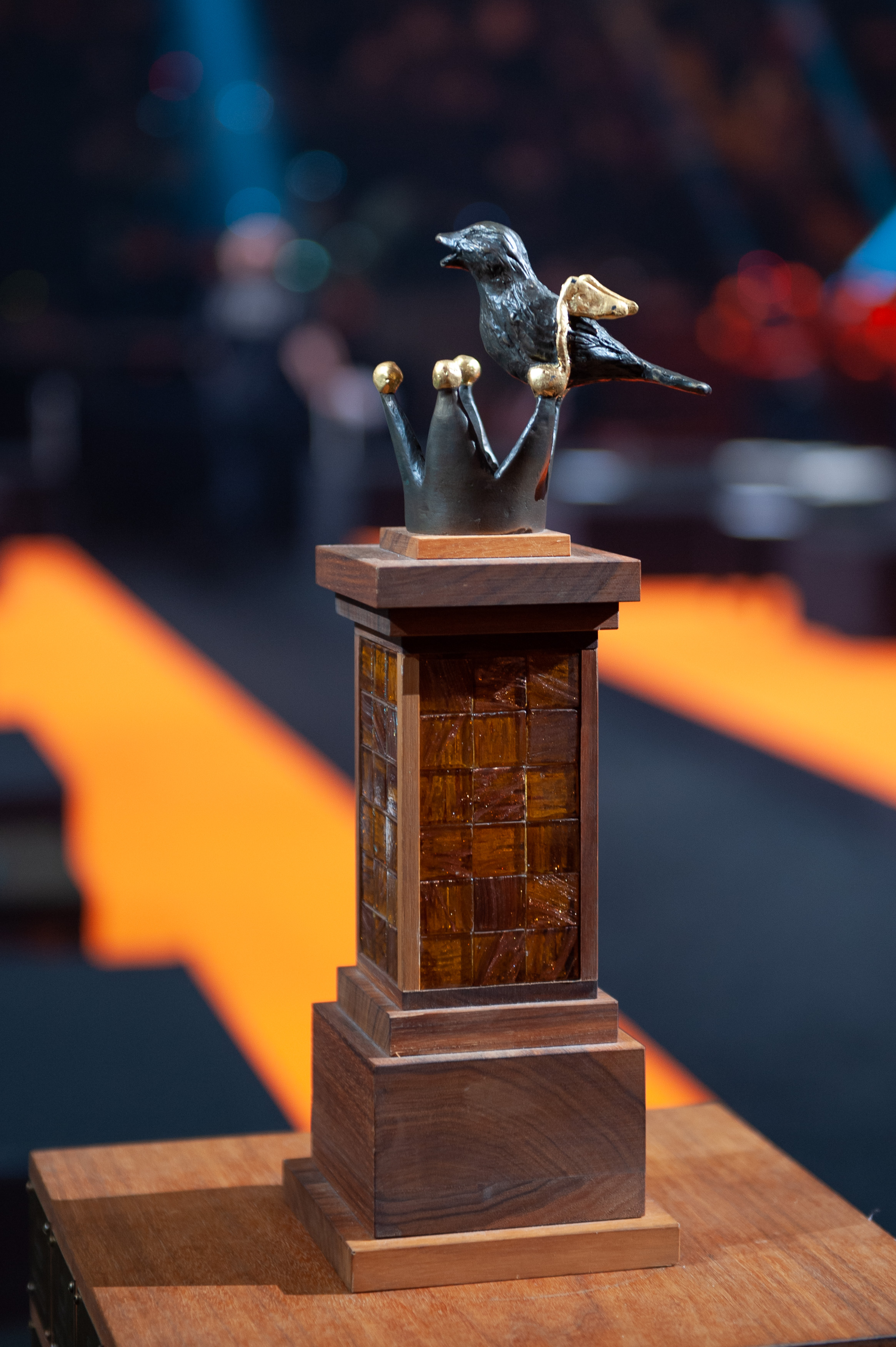
Die Siegertrophäe Sångfågeln

Die zeitgleich im schwedischen Fernsehen und Radio ausgestrahlten Sendungen sind insbesondere seit Einführung der Vorrunden nicht nur dort ein Quotenerfolg. Auch die CD zur Sendung erfreuen sowie die DVD mit allen Finalrunden und vielen Extras erfreuten sich jedes Jahr hoher Beliebtheit, ebenso die oft zeitnah veröffentlichten Tonträger verschiedener teilnehmender Künstler sowie Sammlungen mit Favoriten und/oder Gewinnern vergangener Jahre. Die Veranstaltung hat vielen Teilnehmern zum Durchbruch verholfen, so zum Beispiel Carola Häggkvist. ABBA, die 1974 mit Waterloo den Wettbewerb und später auch den Eurovision Song Contest gewannen, starteten danach eine Weltkarriere. Auch in jüngster Zeit half es einigen Künstlern wie Måns Zelmerlöw, Agnes Carlsson oder Eric Saade.

### Erfolgreiche Teilnahmen beim Eurovision Song Contest
Interpreten, die bei dem Eurovision Song Contest nach ihrer Teilnahme an den Melodifestivalen mindestens den fünften Platz erreicht haben:
| Jahr | Interpret                        | Lied Musik (M) und Text (T)                                                                                                | Platz |
| ---- | -------------------------------- | --- | ----- |
| 1958 | Alice Babs                       | Lilla stjärna M/T: Åke Gerhard                                                                                             | 4.    |
| 1966 | Lill Lindfors & Svante Thuresson | Nygammal vals M: Bengt Arne Wallin; T: Björn Lindroth                                                                      | 2.    |
| 1968 | Claes-Göran Hederström           | Det börjar verka kärlek, banne mig M/T: Peter Himmelstrand                                                                 | 5.    |
| 1973 | Malta                            | Sommaren som aldrig säger nej Teilnahme als You're Summer M: Monica Dominique, Carl-Axel Dominique; T: Lars Forssell       | 5.    |
| 1974 | ABBA                             | Waterloo M: Benny Andersson, Björn Ulvaeus; T: Stikkan Anderson                                                            | 1.    |
| 1983 | Carola Häggkvist                 | Främling M: Lasse Holm; T: Monica Forsberg                                                                                 | 3.    |
| 1984 | Herrey’s                         | Diggi-loo Diggi-ley M: Torgny Söderberg; T: Britt Lindeborg                                                                | 1.    |
| 1985 | Kikki Danielsson                 | Bra vibrationer M: Lasse Holm; T: Ingela Forsman                                                                           | 3.    |
| 1986 | Lasse Holm & Monica Törnell      | E' de' det här du kallar kärlek? M/T: Lasse Holm                                                                           | 5.    |
| 1989 | Tommy Nilsson                    | En dag M/T: Tim Norell, Ola Håkansson, Alexander Bard                                                                      | 4.    |
| 1991 | Carola Häggkvist                 | Fångad av en stormvind M/T: Stephan Berg                                                                                   | 1.    |
| 1995 | Jan Johansen                     | Se på mig M: Håkan Almqvist, Bobby Ljunggren; T: Ingela 'Pling' Forsman                                                    | 3.    |
| 1996 | One More Time                    | Den vilda M: Peter Grönvall; T: Nanne Grönvall                                                                             | 3.    |
| 1999 | Charlotte Nilsson                | Tusen och en natt Teilnahme als Take Me to Your Heaven M: Lars 'Dille' Diedricson; T: Marcos Ubeda                         | 1.    |
| 2001 | Friends                          | Lyssna till ditt hjärta Teilnahme als Listen to Your Heartbeat M/T: Thomas G:son, Henrik Sethsson                          | 5.    |
| 2003 | Fame                             | Give Me Your Love M/T: Carl Lösnitz, Calle Kindbom                                                                         | 5.    |
| 2004 | Lena Philipsson                  | Det gör ont Teilnahme als It hurts M/T: Thomas „Orup“ Eriksson                                                             | 5.    |
| 2006 | Carola Häggkvist                 | Evighet Teilnahme als Invincible M: Bobby Ljunggren, Thomas G:son, Henrik Wikström; T: Thomas G:son, Carola Häggkvist      | 5.    |
| 2011 | Eric Saade                       | Popular M/T: Fredrik Kempe                                                                                                 | 3.    |
| 2012 | Loreen                           | Euphoria M/T: Thomas G:son, Peter Boström                                                                                  | 1.    |
| 2014 | Sanna Nielsen                    | Undo M/T: Fredrik Kempe, David Kreuger, Hamed „K-One“ Pirouzpanah                                                          | 3.    |
| 2015 | Måns Zelmerlöw                   | Heroes M/T: Anton Malmberg Hård af Segerstad, Joy Deb, Linnea Deb                                                          | 1.    |
| 2016 | Frans                            | If I Were Sorry M/T: Oscar Fogelström, Michael Saxell, Fredrik Andersson, Frans Jeppsson-Wall                              | 5.    |
| 2017 | Robin Bengtsson                  | I Can’t Go On M/T: David Kreuger, Hamed „K-One“ Pirouzpanah, Robin Stjernberg                                              | 5.    |
| 2019 | John Lundvik                     | Too Late for Love M/T: John Lundvik, Anderz Wrethov, Andreas „Stone“ Johansson                                             | 5.    |
| 2022 | Cornelia Jakobs                  | Hold Me Closer M/T: Cornelia Jakobs, David Zandén, Isa Molin                                                               | 4.    |
| 2023 | Loreen                           | Tattoo M/T: Jimmy „Joker“ Thörnfeldt, Jimmy Jansson, Loreen, Cazzi Opeia, Peter Boström, Thomas G:son                      | 1.    |
| 2025 | KAJ                              | Bara bada bastu M/T: Anderz Wrethov, Axel Åhman, Jakob Norrgård, Kevin Holmström, Kristoffer Strandberg, Robert Skowronski | 4.    |

## Austragungsorte
Das Melodifestivalen ist einer der wenigen Vorentscheidungen, wo die einzelnen Sendungen an verschiedenen Orten des Landes stattfinden.
Bisher waren 27 verschiedene Städte Ausrichter von mindestens einer Melodifestivalen-Sendung.

### Halbfinale

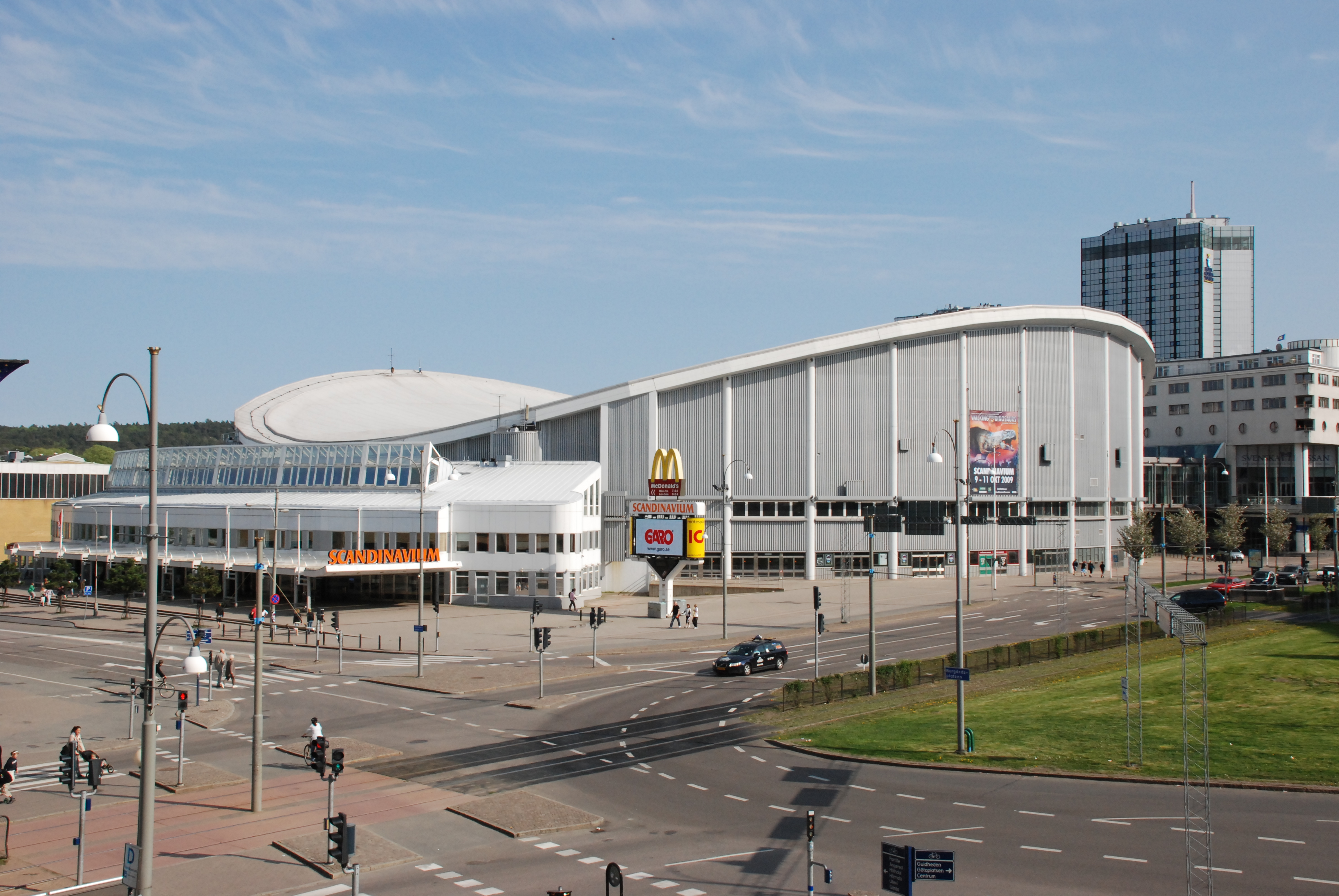
Regelmäßiger Austragungsort eines Halbfinales seit 2002: Scandinavium

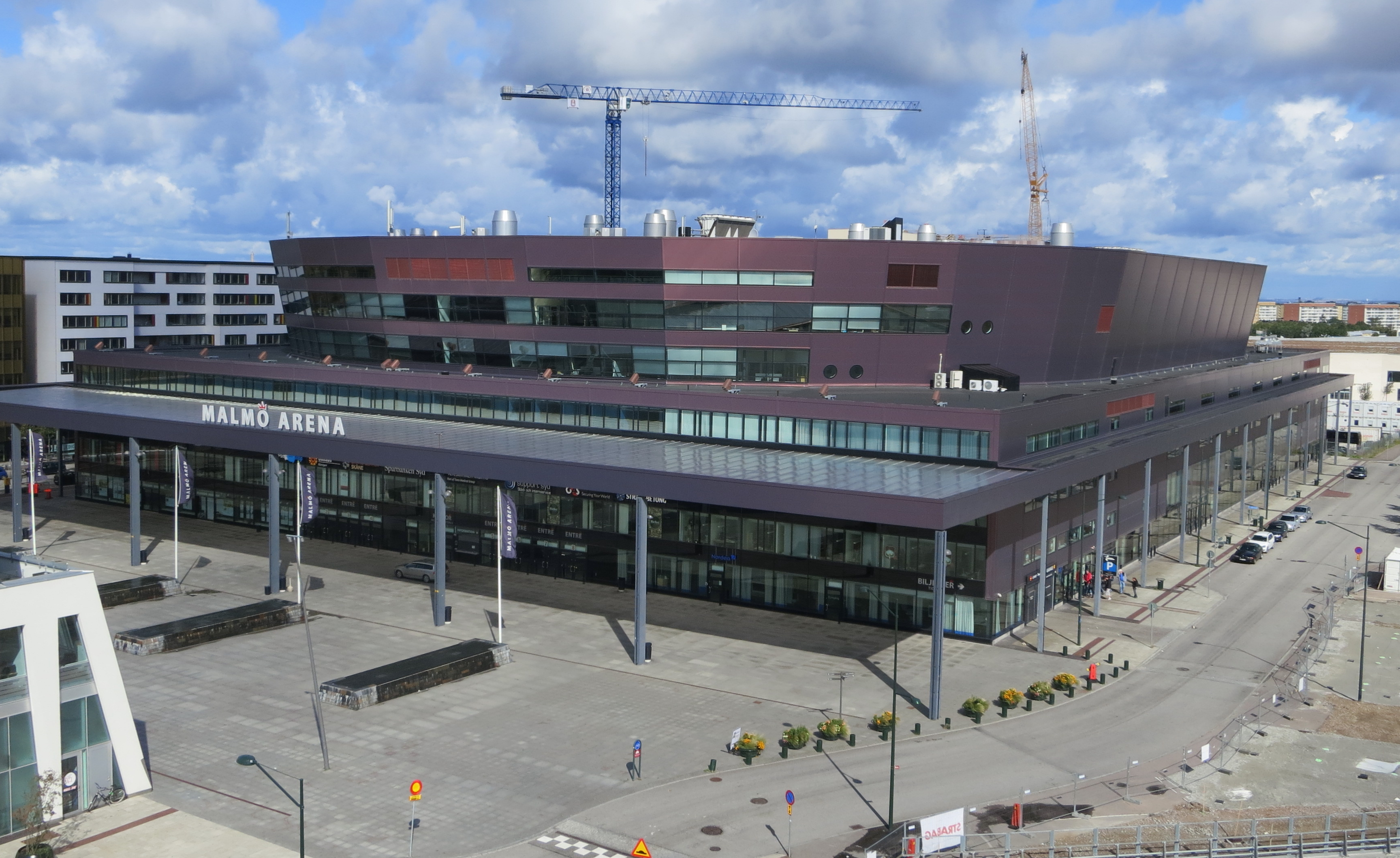
Regelmäßiger Austragungsort eines Halbfinales seit 2009: Malmö Arena

Seit der Einführung der Halbfinale im Jahre 2002, finden die Halbfinalsendungen an bisher 27 verschiedenen Orten in 22 verschiedenen Städten statt.
| Anzahl | Stadt        | Austragungsort           | Jahr                               |
| ------ | ------------ | ------------------------ | ---------------------------------- |
| 21     | Göteborg     | Scandinavium             | 2003–2020, 2023–2025               |
| 16     | Malmö        | Malmömässan              | 2004                               |
| 16     | Malmö        | Malmö Arena              | 2009–2020, 2023–2025               |
| 06     | Linköping    | Saab Arena               | 2005, 2008, 2011, 2014, 2020, 2023 |
| 05     | Växjö        | Växjö Tipshall           | 2002, 2005                         |
| 05     | Växjö        | Vida Arena               | 2012, 2017, 2024                   |
| 04     | Karlstad     | Löfbergs Arena           | 2004, 2006, 2018, 2024             |
| 04     | Leksand      | Tegera Arena             | 2006, 2009, 2012, 2019             |
| 04     | Luleå        | Arcushallen              | 2003                               |
| 04     | Luleå        | Coop Norrbotten Arena    | 2011, 2020, 2025                   |
| 04     | Skellefteå   | Skellefteå Kraft Arena   | 2005, 2009, 2013, 2017             |
| 04     | Örnsköldsvik | Hägglunds Arena          | 2007, 2010, 2014, 2018             |
| 03     | Jönköping    | Elmiahallen              | 2003                               |
| 03     | Jönköping    | Husqvarna Garden         | 2007, 2025                         |
| 03     | Karlskrona   | Telenor Arena Karlskrona | 2006, 2008, 2013                   |
| 02     | Eskilstuna   | Stiga Sports Arena       | 2020, 2024                         |
| 02     | Gävle        | Gavlerinken Arena        | 2007, 2016                         |
| 02     | Lidköping    | Sparbanken Arena         | 2019, 2023                         |
| 02     | Norrköping   | Himmelstalundshallen     | 2002, 2016                         |
| 02     | Stockholm    | Annexet                  | 2021                               |
| 02     | Stockholm    | Avicii Arena             | 2022                               |
| 02     | Sundsvall    | Nordichallen             | 2002, 2003                         |
| 02     | Västerås     | ABB Arena                | 2008, 2025                         |
| 01     | Östersund    | Östersund Arena          | 2015                               |
| 01     | Falun        | Lugnet                   | 2002                               |
| 01     | Örebro       | Conventum Arena          | 2015                               |
| 01     | Sandviken    | Göransson Arena          | 2010                               |
| 01     | Umeå         | Umeå Arena               | 2004                               |

(Stand: 9. März 2025)

### Semifinal
Seit der Einführung des Semifinal (früher: Andra Chansen-Runde) im Jahre 2002, finden die dazugehörigen Sendungen an bisher 19 verschiedenen Orten in 14 verschiedenen Städten statt.
| Anzahl | Stadt        | Austragungsort             | Jahr             |
| ------ | ------------ | -------------------------- | ---------------- |
| 7      | Stockholm    | TV-huset                   | 2002, 2003, 2006 |
| 7      | Stockholm    | Hotel Rival                | 2004             |
| 7      | Stockholm    | Berns Salonger             | 2005             |
| 7      | Stockholm    | Annexet                    | 2021             |
| 7      | Stockholm    | Friends Arena (Solna)      | 2022             |
| 3      | Nyköping     | Nyköpings Arenor Rosvalla  | 2007, 2012, 2019 |
| 2      | Karlstad     | Löfbergs Arena             | 2013, 2024       |
| 1      | Eskilstuna   | Stiga Sports Arena         | 2020             |
| 1      | Halmstad     | Halmstad Arena             | 2016             |
| 1      | Helsingborg  | Helsingborg Arena          | 2015             |
| 1      | Jönköping    | Husqvarna Garden           | 2025             |
| 1      | Kiruna       | Arena Arctica              | 2008             |
| 1      | Kristianstad | Kristianstad Arena         | 2018             |
| 1      | Lidköping    | Sparbanken Lidköping Arena | 2014             |
| 1      | Linköping    | Saab Arena                 | 2017             |
| 1      | Norrköping   | Himmelstalundshallen       | 2009             |
| 1      | Örebro       | Conventum Arena            | 2010             |
| 1      | Örnsköldsvik | Hägglunds Arena            | 2023             |
| 1      | Sundsvall    | Nordichallen               | 2011             |

(Stand: 9. März 2025)

### Finale

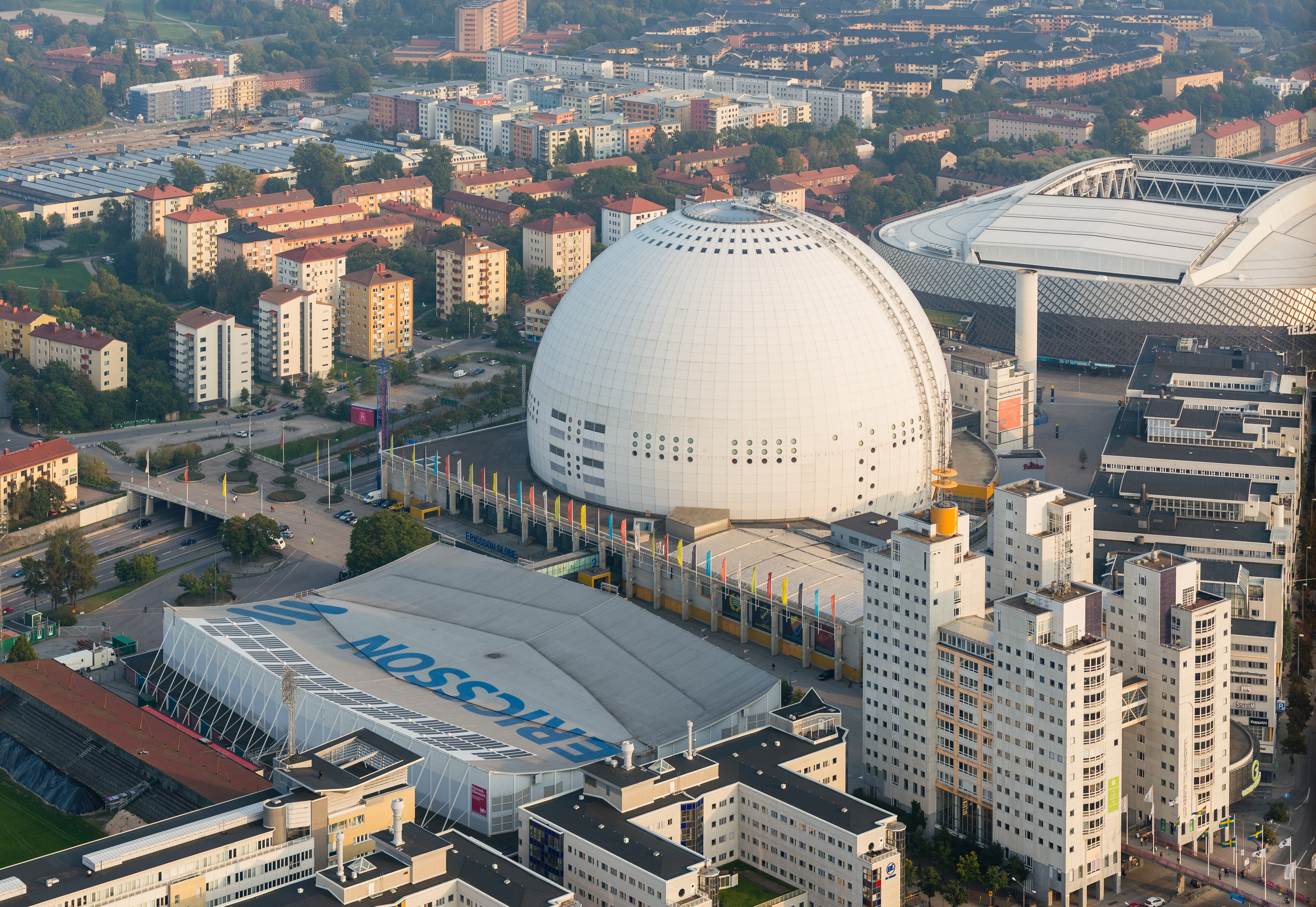
Zwischen 2002 und 2012 fand hier das Finale des Melodifestivalen statt: Ericsson Globe

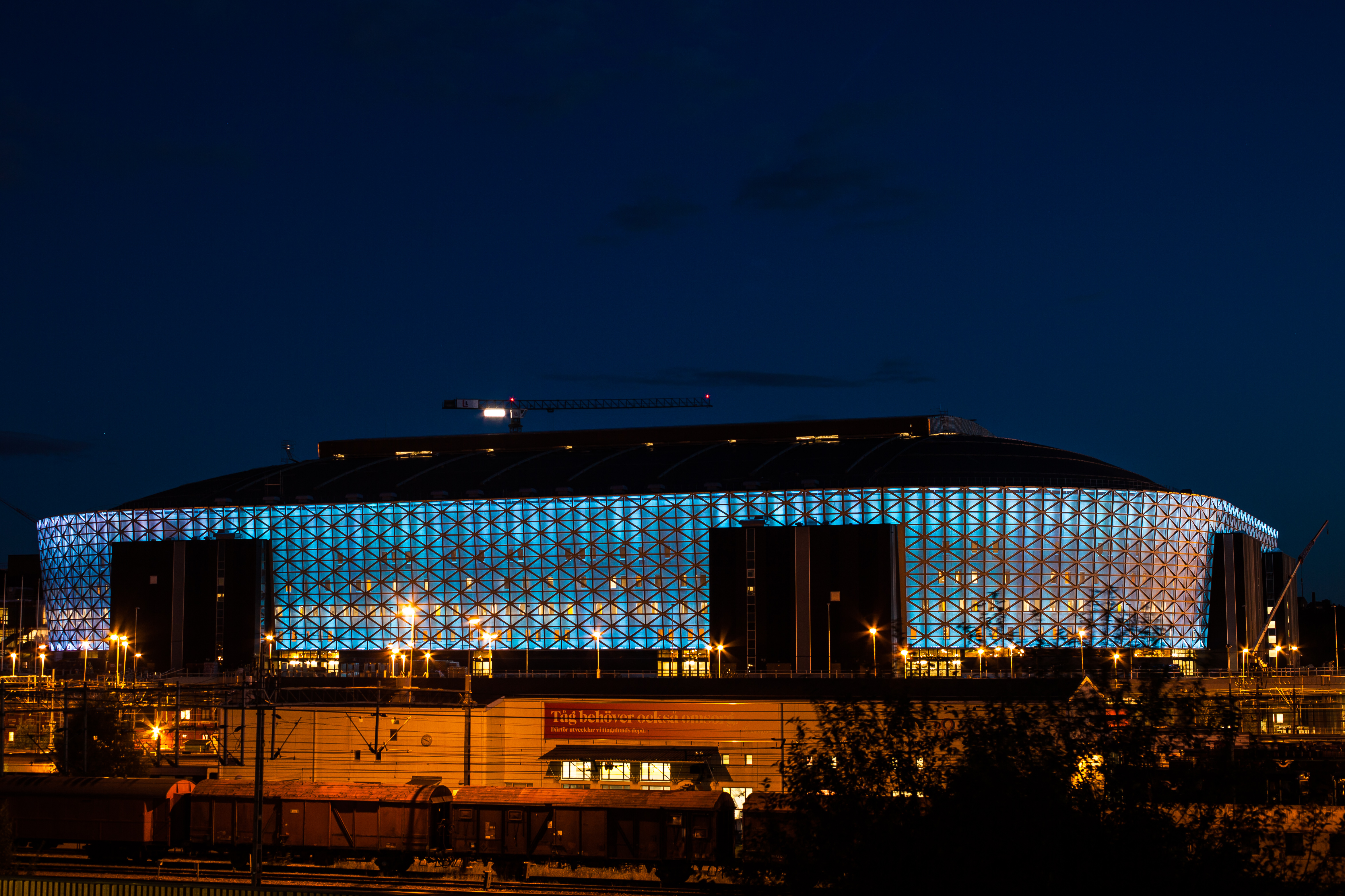
Die Friends-Arena in Stockholm, in der seit 2013 jährlich das Finale stattfindet.

Das Finale, welches seit 1958 regelmäßig stattfindet, findet an bisher 14 verschiedenen Orten in drei verschiedenen Städten statt.
| Anzahl | Stadt     | Austragungsort           | Jahr                                                    |
| ------ | --------- | ------------------------ | ------------------------------------------------------- |
| 49     | Stockholm | Cirkus                   | 1959–1963, 1965–1969, 1972, 1977–1979, 1981, 1986, 1992 |
| 49     | Stockholm | TV-huset                 | 1971, 1973–1974, 1980, 1994                             |
| 49     | Stockholm | Avicii Arena             | 1989, 2002–2012                                         |
| 49     | Stockholm | Stockholmsmässan         | 1996, 1999                                              |
| 49     | Stockholm | Strawberry Arena (Solna) | 2013–2020, 2022–2025                                    |
| 49     | Stockholm | Annexet                  | 2021                                                    |
| 08     | Göteborg  | TV-huset                 | 1975                                                    |
| 08     | Göteborg  | Lisebergshallen          | 1982, 1984, 1987, 1993                                  |
| 08     | Göteborg  | Rondo                    | 1990                                                    |
| 08     | Göteborg  | Eriksbergshallen         | 1997                                                    |
| 08     | Göteborg  | Göteborgsoperan          | 2000                                                    |
| 07     | Malmö     | Palladium                | 1983                                                    |
| 07     | Malmö     | TV-huset                 | 1985                                                    |
| 07     | Malmö     | Musiktheater Malmö       | 1988, 1991, 1995, 1998, 2001                            |

(Stand: 9. März 2025)

## Hall of Fame
Im Jahr 2020 führte man mit der Melodifestivalens Hall of Fame ein eigenes Segment zur Ehrung von Beiträgen oder Persönlichkeiten ein.
| Ehrung                           | Ehrung | Jahrgang |
| von                              | für | Jahrgang |
| -------------------------------- | --- | -------- |
| Afro-dite                        | Erster Gewinner des modernen Melodifestivalen im Jahr 2002 (Modus mit Vorrunden) | 2020     |
| After Dark                       | Auftritt mit La Dolce Vita beim Melodifestivalen 2004 | 2020     |
| Åke Gerhard                      | Beteiligung an vier der ersten fünf Gewinnerbeiträge | 2020     |
| Alcazar                          | Verschiedene Teilnahmen am Wettbewerb, beispielloser Erfolg von Stay the Night beim Melodifestivalen 2009                                                                                      | 2020     |
| Alice Babs                       | Erste Teilnehmerin Schwedens am Eurovision Song Contest | 2020     |
| Anders Berglund                  | Dirigent verschiedener Ausgaben in den 1980er- und 1990er-Jahren | 2020     |
| Andreas Johnson                  | Debüt mit Sing for Me beim Melodifestivalen 2006 | 2020     |
| Anna Book                        | Auftritt mit ABC beim Melodifestivalen 1986 | 2020     |
| Ann-Christine Bärnsten           | Auftritt mit Ska vi plocka körsbär i min trådgard beim Melodifestivalen 1975 | 2020     |
| Ann-Louise Hanson                | Häufigste Teilnahme aller Künstler (14 Teilnahmen zwischen 1963 und 2019) | 2020     |
| Arja Saijonmaa                   | Auftritt mit Högt över havet beim Melodifestivalen 1987 | 2022     |
| Arvingarna                       | Auftritt und Sieg mit Eloise beim Melodifestivalen 1993 (erste Ausgabe mit Telefonvoting) | 2020     |
| Bert Karlsson                    | Einfluss als Unternehmer einer Plattenfirma bei verschiedenen Ausgaben in den 1980er- und 1990er-Jahren                                                                                        | 2020     |
| Björn Gustafsson                 | Comedy-Nummern beim Melodifestivalen 2008 | 2020     |
| Björn Skifs                      | Auftritte und Siege mit Det blir alltid värre framåt natten beim Melodifestivalen 1978, Fångad i en dröm beim Melodifestivalen 1981 sowie Auftritt mit Michelangelo beim Melodifestivalen 1975 | 2020     |
| Bobby Ljunggren                  | Zahlreiche Teilnahmen als Komponist, darunter fünf Siege | 2020     |
| Brandsta City Släckers           | Bewegung „Brandstaklappen“ (dt.: Brandsta-Klatschen) der Choreographie beim Auftritt mit Kom och ta mig beim Melodifestivalen 2002                                                             | 2020     |
| Britt Lindeborg                  | Erste weibliche Komponistin | 2021     |
| Carola                           | Auftritt mit Främling beim Melodifestivalen 1983, größter Durchbruch in der schwedischen Fernsehgeschichte                                                                                     | 2021     |
| Cecilia Vennersten               | Auftritt mit Det vackrasta beim Melodifestivalen 1995 | 2020     |
| Claes-Göran Hederström           | Auftritt und Sieg mit Det börjar verka kärlek, banne mej beim Melodifestivalen 1968, erster Sieg eines Popliedes                                                                               | 2020     |
| Danny Saucedo                    | Auftritte mit In the Club beim Melodifestivalen 2011 und Amazing beim Melodifestivalen 2012 | 2023     |
| Diggi-loo Diggi-ley              | Siegersong beim Eurovision Song Contest 1984, zweiter Sieg Schwedens im Wettbewerb | 2020     |
| Eric Saade                       | Grenzenlose Kunstfertigkeit und seinen innovativen Ausdruck | 2022     |
| Euphoria                         | Siegersong beim Eurovision Song Contest 2012, fünfter Sieg Schwedens im Wettbewerb; großer Charterfolg des Liedes                                                                              | 2020     |
| Eva Dahlgren                     | Auftritte mit Om jag skriver en sång beim Melodifestivalen 1979 und Jag ger mig inte beim Melodifestivalen 1980                                                                                | 2022     |
| Family Four                      | Zwei aufeinander folgende Siege beim Melodifestivalen 1971 und 1972 | 2020     |
| Fångad av en stormvind           | Siegersong beim Eurovision Song Contest 1991, dritter Sieg Schwedens im Wettbewerb | 2020     |
| Heroes                           | Siegersong beim Eurovision Song Contest 2015, sechster Sieg Schwedens im Wettbewerb | 2020     |
| Ingela „Pling“ Forsman           | 38 Teilnahmen als Komponistin, darunter drei Siege | 2020     |
| Jan Johansen                     | Sieg mit Se på mig beim Melodifestivalen 1995 | 2021     |
| Karin Falck                      | Moderatorin des Melodifestivalen 1975 und Eurovision Song Contest 1975 | 2020     |
| Kikki Danielsson                 | Siege mit Dag efter dag beim Melodifestivalen 1982 und Bra vibrationer beim Melodifestivalen 1985                                                                                              | 2020     |
| Lars Forsell                     | Unvergessliche Textzeile im Siegerbeitrag Sommar'n som aldrig säger nej (Dina Bröst är som svalor som häckar, dt.: Deine Brüste sind wie nistende Schwalben) beim Melodifestivalen 1973        | 2020     |
| Lasse Berghagen                  | Auftritte Ding-dong beim Melodifestivalen 1973, Min kärlekssång till dig beim Melodifestivalen 1974 und Jennie Jennie beim Melodifestivalen 1975                                               | 2020     |
| Lasse Holm                       | Siege als Komponist beim Melodifestivalen 1982, 1983, 1985, 1986 und 1993 | 2020     |
| Lasse Samuelson                  | Dirigent verschiedener Ausgaben in den 1960er- und 1970er-Jahren | 2020     |
| Lena Philipsson                  | Auftritt und Sieg mit Det gör ont beim Melodifestivalen 2004 sowie Auftritte mit Kärleken är evig beim Melodifestivalen 1986 und Dansa i neon beim Melodifestivalen 1987                       | 2020     |
| Lill Lindfors & Svante Thuresson | Auftritt mit Nygammal vals beim Eurovision Song Contest 1966, erster Platzierung in den Top 3 beim Wettbewerb                                                                                  | 2020     |
| Linda Bengtzing                  | Auftritte mit Alla Flickor beim Melodifestivalen 2005, Jag ljuger så bra beim Melodifestivalen 2006 und Hur svårt kan det va? beim Melodifestivalen 2008                                       | 2020     |
| Loa Falkman                      | Auftritt mit Symfonin beim Melodifestivalen 1990, mit Opernpop selten vertretendes Genre | 2022     |
| Magnus Carlsson                  | Zahlreiche Teilnahmen als Solokünstler und als Gruppenmitglied | 2021     |
| Magnus Uggla                     | Auftritt mit Johnny the Rocker beim Melodifestivalen 1979 | 2020     |
| Marie Lindberg                   | Auftritt und Durchbruch mit Trying to recall beim Melodifestivalen 2007 | 2020     |
| Monica Zetterlund                | Auftritte mit När min vän beim Melodifestivalen 1962 und En gång i Stockholm beim Melodifestivalen 1963                                                                                        | 2020     |
| Nanne Grönvall                   | Zahlreiche Teilnahmen als Solokünstlerin und als Gruppenmitglied | 2020     |
| Ola Håkansson                    | Zahlreiche Teilnahmen als Komponist, Solokünstler und als Gruppenmitglied | 2021     |
| Orup & Anders Glenmark           | Auftritt mit Upp över mina öron beim Melodifestivalen 1989 | 2021     |
| Pernilla Wahlgren                | Auftritt mit Piccadilly Circus beim Melodifestivalen 1985 | 2023     |
| Peter Himmelstrand               | 12 Teilnahmen als Komponist, darunter zwei Siege, Mitwirkung als Komponist an den ersten Popliedern beim Melodifestivalen                                                                      | 2022     |
| Petra Mede                       | Moderation des Melodifestivalen 2009 | 2023     |
| Roger Pontare                    | Starke Bühnenpräsenz, u. a. beim Auftritt mit När vindarna viskar mitt namn beim Melodifestivalen 2000                                                                                         | 2020     |
| Sarah Dawn Finer                 | Auftritte mit I remember Love beim Melodifestivalen 2007 und Moving On beim Melodifestivalen 2009                                                                                              | 2020     |
| Shirley Clamp                    | Auftritt und Durchbruch mit Min kärlek beim Melodifestivalen 2004 | 2020     |
| Siw Malmqvist                    | Auftritte und Siege mit Augustin beim Melodifestivalen 1959 und April, April beim Melodifestivalen 1961                                                                                        | 2020     |
| Svenne & Lotta                   | Auftritt von Bang en Boomerang beim Melodifestivalen 1975 | 2023     |
| Ted Gärdestad                    | Auftritte mit Oh, vilken härlig da’ beim Melodifestivalen 1973 und Satellit beim Melodifestivalen 1979                                                                                         | 2020     |
| The Ark                          | Auftritt mit The Worrying Kind beim Melodifestivalen 2007 | 2020     |
| Thomas G:son                     | 69 Teilnahmen als Komponist | 2023     |
| Tomas Ledin                      | Auftritte mit Minns du Hollywood beim Melodifestivalen 1977, Det ligger i luften beim Melodifestivalen 1979 und Just nu beim Melodifestivalen 1980                                             | 2020     |
| Tommy Körberg                    | Auftritt mit Stad i ljus beim Melodifestivalen 1988 | 2020     |
| Towa Carson                      | Auftritte mit Alla har glömt beim Melodifestivalen 1967 und C'est la vie beim Melodifestivalen 2004                                                                                            | 2020     |
| Tusen och en natt                | Siegersong beim Eurovision Song Contest 1999, vierter Sieg Schwedens im Wettbewerb | 2020     |
| Ulf Elfving                      | Einflüsse beim Melodifestivalen, drei aufeinander folgende Moderation beim Melodifestivalen 1977, 1978 und 1979                                                                                | 2021     |
| Waterloo                         | Siegersong beim Eurovision Song Contest 1974, erster Sieg Schwedens im Wettbewerb | 2020     |